# Rosa Torres-Pardo

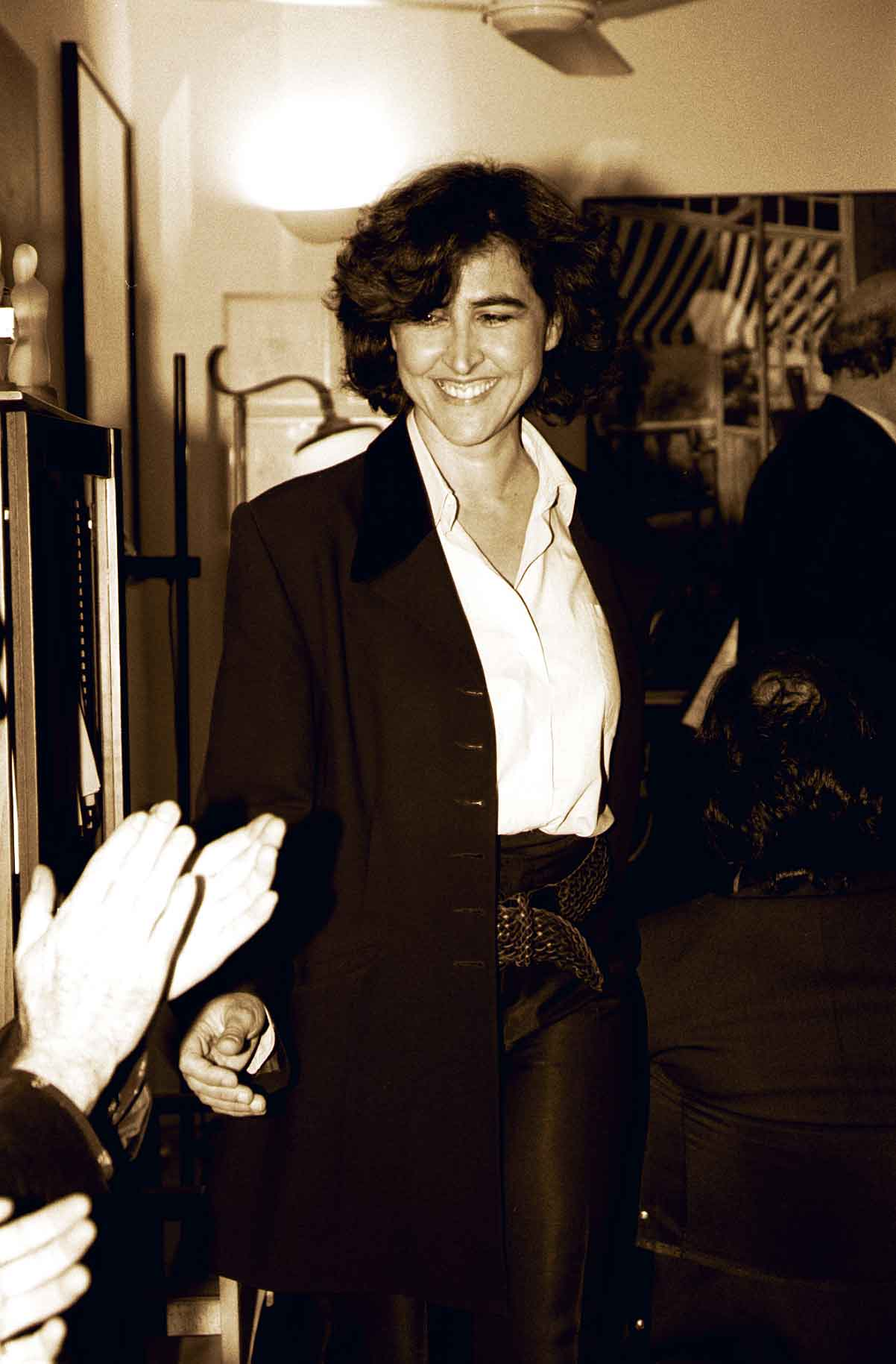
Rosa Torres-Pardo.

Rosa Torres-Pardo (Madrid) es una pianista española y Premio Nacional de la Música en su categoría de interpretación en 2017.

## Trayectoria
Nace en Madrid, donde obtiene el Premio Extraordinario fin de carrera por unanimidad en el Real Conservatorio Superior de Música de Madrid. Después de estudiar piano con Joaquín Soriano y Gloria Olaya, amplía sus estudios con María Curcio en Londres, en Juilliard School of Music de Nueva York y posteriormente con Hans Graff en Viena. 
Ha recibido diversas distinciones y premios a lo largo de su carrera, como el premio Masterplayers International Piano Competition en Lugano (Suiza) o la medalla Isaac Albéniz por la interpretación y difusión de Iberia (galardón que recibió junto a Alicia de Larrocha). Debutó en el Teatro Real de Madrid en 1987 con la orquesta alemana Philharmonie Hungarica bajo la batuta de Jean-Bernard Pommier, interpretando el Tercer concierto de Prokófiev.
A partir de entonces ha aparecido en los más importantes escenarios junto a prestigiosas orquestas, como Los Angeles Philharmonic en Hollywood Bowl, Royal Philharmonic de Londres, Orchestre Symphonique de Montréal, Philharmonisches Staatsorchester Hamburg, St. Petersburg Philharmonic, Rundfunk-Sinfonieorchester Berlin o los Virtuosos de Moscú, por citar sólo algunos. Ha trabajado con directores tan reconocidos como Charles Dutoit, Vladímir Spivakov, Tamás Vásáry, José Serebrier, Yuri Temirkanov o Jean Fournet, apareciendo en salas y teatros como el Carnegie Hall y Alice Tully Hall de Nueva York, Kennedy Center de Washington, Wigmore Hall de Londres, Konzerthaus de Berlín, Musikhalle de Hamburgo, Teatro Colón de Buenos Aires, Hong Kong City Hall, Sala de las Columnas de Moscú, etc. Asimismo, ha realizado actuaciones con Plácido Domingo en Estados Unidos y conciertos y recitales en España con las más importantes orquestas del país. Igualmente ha realizado giras de conciertos en América, Australia, Asia y Europa. Ha colaborado con grupos de cámara como los cuartetos Melos, Assai y Janáč ek y con cantantes como María Bayo, Marina Pardo o Isabel Rey.
Rosa Torres-Pardo ha grabado para sellos discográficos como Decca, Deutsche Grammophon, Calando, Naxos o Glossa. Destacan entre sus grabaciones Goyescas de Granados, Ballets Rusos (Prokófiev y Stravinsky), Concierto Breve de Montsalvatge y Rapsodia de Albéniz junto a la Orquesta Sinfónica de Tenerife, Concierto de Nin Culmell con la Real Orquesta Sinfónica de Sevilla o el Concierto n.º 3 de Balada con la Orquesta Sinfónica de Barcelona y Nacional de Cataluña. Recientemente ha grabado Tangos, habaneras y otras milongas para Deutsche Grammophon, Las horas vacías de Ricardo Llorca con la New York Opera Society y los Quintetos de Antonio Soler para Columna Música.
En 1998 el pintor Eduardo Arroyo crea en Robles de Laciana (León) el festival «Encuentros con Rosa Torres-Pardo», en el que han colaborado importantes pintores y músicos como Eduardo Úrculo y Enrique Viana, o periodistas como Máximo Pradera. Tras 17 ediciones consecutivas, el festival se ha consolidado como uno de los más interesantes del panorama estival español.
En los últimos años, Rosa Torres-Pardo ha colaborado en diversos proyectos interdisciplinares, como la película musical Iberia, de Carlos Saura, Albéniz, ”Así que pasen cien años” de Javier Rioyo o “La vida rima” junto a la cantante Ana Belén. Recientemente ha estrenado en Japón y España el documental sobre Antonio Soler titulado Una rosa para Soler y un documental sobre Enrique Granados titulado El amor y la muerte ambos producidos e interpretados por la pianista. 
Entre sus próximos compromisos se encuentra una gira que recorrerá Estados Unidos con “The Runaways” (Los fugitivos) junto a la mezzosoprano Anna Tonna y con Ricardo Llorca, Sonia Megias y Octavio Vázquez, compositores de hoy que fueron a Nueva York a buscar una nueva estética compositiva. Además de: “El clásico al cabaret. Música entreguerras” con la cantante y actriz Clara Muñiz.
Rosa Torres-Pardo ha sido elegida entre las Top 100 Mujeres Líderes en España en 2017, es Artista Residente de la New York Opera Society, miembro del patronato del Instituto Cervantes y Premio Nacional de Música 2017.
Es hermana de la cantante y laudista Miriam Torres-Pardo.

## Premios y reconocimientos
- Premio Nacional de la Música, modalidad de Interpretación, en 2017
- Top 100 Mujeres Líderes en España en 2017
- Medalla Isaac Albéniz por la interpretación y difusión de Iberia
- Premio Masterplayers International Piano Competition en Lugano (Suiza)

## Grabaciones
- 1998: Enrique Granados: 12 Spanish Dances (Naxos)
- 2006: Isaac Albéniz: Iberia, books 1-4 (Glossa)
- 2013: Antón García Abril: Madre Asturias. Colección de canciones asturianas con Joaquín Pixan (Andante Producciones Culturales)
- 2010: Tangos, habaneras y otras milongas (Universal Music Spain)
- 2013: Padre Soler: Seis quintetos. Integral (Columna Música)
- 2015: Enrique Granados: Goyescas (Universal Music Spain)
- 2022: Flamencos: Falla, Granados & Albéniz con Rocío Márquez (Fundación Juan March)